# JR西日本DEC741形気動車
DEC741形気動車（デック741がたきどうしゃ）は、西日本旅客鉄道（JR西日本）の事業用ディーゼル・エレクトリック方式の電気式気動車である。
JR西日本の報道資料等では「DEC741形」ではなく単に「DEC741」と呼ばれているが、便宜上、記事名を一部資料で用いられている「DEC741形」としている。

## 概要
JR西日本が2021年10月27日に導入を発表し、同年11月1日より試験運用を開始した、電気検測のみならず線路設備の検査も行う総合検測車。導入に先立ち、2021年10月22日に報道関係者向けに公開された。編成番号は「E1」である。
日本国有鉄道（国鉄）から承継した電気検測用車両443系の老朽化が進行していることを受け、その代替として本形式が近畿車輛より製造された。当初は、軌道・信号検測車であるキヤ141系に電気検測機能を持つ車両を組み込み3両編成とすることが計画されていたが、本系列の導入により計画が変更され中止となった。

### 形式名について
形式名の「DEC」および百の位の数字「7」は電気式気動車（Diesel Electric Carの略）、十の位の「4」は事業用車、一の位の「1」は設計順をそれぞれ表している。

## 構造
JR西日本全路線をはじめ、自前の電気検測車を持たないJR九州およびJR四国、JR西日本の路線と線路が接続されている第三セクター鉄道の各路線でも運用されるため、JR東西線や関西空港線など、気動車の乗入れ対象外の路線での自走運転も可能となっており、基本的な走行システムはDEC700形に準じている。このため、DEC700形と同様蓄電池を追加搭載することでハイブリッド方式への切り替えも可能な構造となっている。

### 車体
構体・台枠には、検測機器類の重量に耐え、かつ将来的な検測機器の交換時に車体に穴を開けて機器の搬入・搬出を行うことを想定して普通鋼が採用された。また車体各所に検測機器を取りけることから、加工が難しいステンレス車体よりも鋼製のほうが良いとの製造メーカーから提案があった。車体長はキヤ141系と同じ21m、車体幅はDEC700形と同じ2.8mとされたが、曲線通過時に車両限界への抵触が懸念されたことから、DEC700形と異なり裾絞りのある車体断面形状を採用した。
車体塗装はキヤ191系をベースにしたもので、検測車をイメージした青15号の基本色と黄5号の警戒色によるツートンカラーとされ、DEC741-101の側面には黄色のストライプと共に「鉄道の安全を守る」ことを示すイラストがあしらわれた。

## 編成
DEC741-101 (Tzc)
運転台・架線検測装置・電気設備測定装置が設置されている。
DEC741-1(Mzc)
運転台・機器室（検測機器給電用発電機）・測定室・電気設備撮像装置が設置されているほか、線路設備診断システムの設置も予定されている。
制御動力車であるDEC741-1と制御付随車であるDEC741-101の2両編成を組成している。走行用エンジンと発電機は各車に設置されているが、主電動機はDEC741-1にのみ設置されている。また、検測機器への給電用エンジンがDEC741-1に設置されているため、編成中に3基のエンジンが搭載されていることになる。また、DEC741-101の架線検測装置は443系より流用された。

## 運用
落成後、流用品のため実績があり試験が不要な架線検測装置を用いた架線検測に充当され、並行して線路設備診断システムなどの試験を行い、2025年度までにシステムの実用化を予定している。
2022年2月27日に初めてJR九州管内へ入線した。2022年4月17日にはあいの風とやま鉄道、えちごトキめき鉄道へ入線した。2022年4月22日にはJR四国管内へ入線した。その後、2022年7月20日には肥薩おれんじ鉄道にも入線した。その他にも京都丹後鉄道やハピラインふくいにも入線履歴がある。